# Список шведских пословиц
Список шведских пословиц — краткий список (представлены не все) шведских народных пословиц, относящихся как и поговорки, правила домашнего обихода и моральные сентенции к народной литературе.
Ниже приведён список шведских пословиц, в скобках указан их перевод или русский аналог.

## A
- Alla är vi barn i början. (Все мы дети сначала. Лиха беда начало)
- Alla goda ting är tre. (Бог любит троицу)
- Alla känner apan, men apan känner ingen. (Все знают обезьяну, обезьяна не знает никого)
- Alla vägar bär till Rom. (Все дороги ведут в Рим)
- Allt är inte guld som glimmar (Не всё то золото, что блестит)
- Anfall är bästa försvar. (Лучшая защита — это нападение)
- Arga katter får rivet skinn. (У злой кошки вся кожа исцарапана)
- Av barn och dårar får man höra sanningen. (Устами младенца глаголет истина)
- Av skadan blir man vis. (На ошибках учатся)
- Att skiljas är att dö en smula. (Расставание — маленькая смерть)

## B
- Bättre fly, än illa fäkta (Лучше убежать, чем плохо фехтовать)
- Bättre sent, än aldrig (Лучше поздно, чем никогда)
- Bättre stämma i bäcken, än i ån (Лучше переходить ручей, чем реку)
- Bättre tiga, än illa tala (Лучше молчать, чем плохо говорить)
- Berget födde en råtta (Гора родила мышь)
- Blind höna finner också ett korn (Слепая курица тоже находит зёрнышко)
- Blod är tjockare, än vatten (Кровь гуще воды)
- Borta bra men hemma bäst (В гостях хорошо, а дома лучше)
- Borta ur ögat, borta ur sinnet (С глаз долой, из сердца вон)
- Bränt barn skyr elden (Обжегшийся ребёнок боится огня. Пуганая ворона куста боится. Обжегшийся на молоке, будет дуть и на воду)

## D
- Daggen faller både på lort och lilja (Роса ложится и на грязь, и на лилии)
- Där vinet går in går vettet ut (Вино входит — ум выходит)
- Delad glädje, dubbel glädje delad sorg, halv sorg (Разделённое горе — это половина горя, а разделённая радость — это двойная радость)
- Den ena är inte bättre, än den andra (Одно не лучше другого, Хрен редьки не слаще)
- Den enes död, den andres bröd (Смерть одного — хлеб для другого)
- Den som gapar efter mycket mister ofta hela stycket (За всё хвататься — всё потерять)
- Den som gräver en grop åt andra faller ofta själv däri (Не рой яму другому — сам в неё попадёшь)
- Det som göms i snö, kommer upp i tö (Что скрывается под снегом, появляется в оттепель. Шила в мешке не утаишь)
- Den som lever får se (Поживём — увидим)
- Den som sover syndar icke (Кто спит — не грешит)
- Den som spar han har (Тот, кто бережёт, тот имеет)
- Den som tiger han samtycker (Молчание — знак согласия)
- Den som vågar, han vinner (Кто рискует, тот побеждает)
- Den som väntar på något gott väntar aldrig för länge (Кто ждёт что-то хорошее, никогда не ждёт слишком долго)
- Den som viskar han ljuger (Кто шепчет, тот лжёт)
- Det är bäst att sova på saken (Утро вечера мудренее)
- Det är en ond cirkel (Это порочный круг)
- Det är inget ont som inte har något gott med sig (Нет худа без добра)
- Det är klart som dagen (Ясно как день)
- Det är mänskligt att fela (Человеку свойственно ошибаться)
- Det är skillnad på folk och fä (Люди делятся на людей и нелюдей)
- Det är skillnad på folk och folk (Все люди разные)
- Det är undantaget som bekräftar regeln (Исключение подтверждает правило)
- Det man inte har i huvudet får man ha i benen (Дурная голова ногам покоя не даёт)
- Det som är förlorat är förlorat (Что потеряно, то потеряно. Что с возу упало, то пропало)
- Det var droppen som fick bägaren att rinna över (Это была последняя капля, переполнившая чашу)
- Det var tur i oturen (Удача в неудаче, Не было бы счастья, да несчастье помогло)
- Droppen urholkar stenen (Капля камень точит)

## E
- Egen härd är guld värd (Свой очаг — золотой, В гостях хорошо, а дома лучше)
- En fluga gör ingen sommar (Одна муха лета не делает, Одна ласточка весны не делает)
- En kedja är inte starkare, än sin svagaste länk (Цепь не крепче своего самого слабого звена, Где тонко, там и рвется)
- En mager förlikning är bättre, än en fet process (Худой мир лучше доброй ссоры)
- En olycka kommer sällan ensam (Беда редко приходит одна, Пришла беда — отворяй ворота)
- En sund själ i en sund kropp (В здоровом теле здоровый дух)
- En svala gör ingen sommar (Одна ласточка лета не делает, Одна ласточка весны не делает)
- En varg förblir en varg, hur man, än behandlar honom (Волк остается волком, как бы хорошо за ним не ухаживали, Как волка ни корми, он всё в лес смотрит)
- Enighet ger styrka (Сила в единстве, Один в поле не воин)
- Ett gott samvete är bästa huvudkudden (Чистая совесть — лучшая подушка)
- Ett mjukt svar stillar vrede (Кроткий ответ отвращает гнев)

## F
- Fattig som en kyrkråtta (Беден, как церковная мышь)
- Fattigdom är ingen skam (Бедность не порок)
- Förbjuden frukt smakar bäst (Запретный плод сладок)
- Först till kvarn får först mala (Кто первый пришёл, тот первый смолол)
- Friskt vågat, hälften vunnet (Смелое начало — половина победы)
- From som ett lamm (Кроткий, как ягнёнок. Тише воды, ниже травы)
- Fyra ögon ser bättre, än två (Четыре глаза видят лучше, чем два. Ум хорошо, а два лучше)

## G
- Gammal kärlek rostar aldrig (Старая любовь никогда не ржавеет. Старый друг лучше новых двух)
- Genom sig själv känner man andra (Познавая себя, познаёшь других)
- Genvägar är senvägar (Кратчайший путь длинней)
- Girigheten har ingen botten (У жадности нет дна)
- Gjort är gjort (Что сделано, то сделано. Прошлого не воротишь)
- Glömma och förlåta (Забудь и прости. Кто старое помянет, тому глаз вон)
- Gräset är alltid grönare på andra sidan (Трава всегда зеленее с другой стороны. Там хорошо, где нас нет)
- Gud hjälper den som hjälper sig själv (Бог помогает тем, кто помогает себе сам)
- Gud tar och gud ger (Бог берёт и Бог даёт. Бог дал, Бог взял)
- Gyllene betsel gör inte hästen bättre (Золотая узда не делает лошадь лучше)

## H
- Hämnden är ljuv (Месть сладка)
- Han har en räv bakom örat (У него лиса за ухом. Он себе на уме)
- Han har satt sin sista potatis (Он посадил свою последнюю картофелину)
- Han vänder kappan efter vinden (Он держит парус по ветру. Плыть по течению)
- Här ligger en hund begraven (Вот где собака зарыта)
- Har man sagt A, måste man säga B (Сказал А, должен сказать Б. Назвался груздем — полезай в кузов)
- Har man tagit fan i båten får man ro honom i land (Взял чёрта на борт, вези его до берега. Взялся за гуж, не говори, что не дюж)
- Hjälp dig själv, så hjälper dig Gud (Помоги себе сам, тогда Бог поможет тебе. На Бога надейся, а сам не плошай)
- Hoppet är det sista som lämnar människan (Надежда умирает последней)
- Hungern är den bästa kryddan (Голод — лучшая приправа)

## I
- I dag röd i morgon död (Сегодня здоровый, завтра мёртвый. Сегодня венчался, а завтра скончался)
- I krig och kärlek är allting tillåtet (На войне и в любви все средства дозволены)
- I mörkret är alla katter grå (Ночью все кошки серы)
- Ingen kan allt, men alla kan något (Никто не знает всё, но все знают немного)
- I nöden prövas vännen (Друзья познаются в беде)
- Ingen är utan fel (Все мы не без греха)
- Ingen rök utan eld (Нет дыма без огня)
- Ingen ros utan tornen (Нет розы без шипов)
- Inget nytt under solen (Ничто не вечно под луной)

## J
- Ju fler, desto roligare (Чем больше, тем лучше)
- Ju flera kockar, dess sämre soppa (Чем больше поваров, тем хуже суп. У семи нянек дитя без глазу)

## K
- Kaka söker maka (Печенье ищет супругу. Два сапога пара)
- Kalla händer varmt hjärta (Холодные руки — горячее сердце)
- Kärt barn har många namn (У милого дитяти много имён)
- Kasta inte sten i glashus (Не бросайте камни в стеклянном доме)
- Kläderna gör mannen (Одежда делает человека. По одёжке встречают, по уму провожают)
- Kommer dag, kommer råd (Придёт день, придёт ответ. Утро вечера мудренее)
- Kommer tid, kommer råd (Придёт время, придёт ответ. Утро вечера мудренее)

## L
- Lat skräddare tar lång tråd (Ленивый портной берёт длинную нить. Длинная нитка — ленивая швея)
- Lika barn leka bäst. (Похожие дети играют лучше. Два сапога пара)
- Lätt fånget, lätt förgånget (Дёшево досталось, легко потерялось)
- Lite hjälp är mer, än ingen hjälp (Небольшая помощь лучше, чем никакой помощи)
- Liten hjälp är också hjälp (Маленькая помощь тоже помощь)
- Liten men naggande god (Маленький, но хороший. Мал золотник, да дорог)
- Liten tuva stjälper ofta stort lass (Маленькая кочка большой воз может своротить)
- livet är ingen dans på rosor (Жизнь — это не только танец на розах)
- Lyckan står den djärve bi (Удача сопутствует смелым)

## M
- Man är sig själv närmast (Всяк сам себе ближе. Своя рубашка ближе к телу)
- Man dör bara en gång (Человек может умереть только один раз. Двум смертям не бывать, а одной не миновать)
- Man får ta seden dit man kommer (В чужой монастырь со своим уставом не ходят)
- Man hör vad man vill höra (Человек слышит то, что хочет слышать)
- Man kan inte både äta kakan och ha den kvar (Один пирог два раза не съешь)
- Man kan inte lära gamla hundar att sitta (Старых собак сидеть не учат)
- Man lär av misstagen (На ошибках учатся)
- Man lär så länge man lever (Сколько человек живёт, столько и учится. Век живи, век учись)
- Man lever bara en gång (Живёшь только раз)
- Man måste lära sig krypa innan man kan gå (Человек должен научиться ползать прежде, чем начнёт ходить)
- Man måste smida medan järnet är varmt (Куй железо, пока горячо)
- Man ska inte dra allt över en kam (Не ровняйте всех под одну гребёнку)
- Man ska inte flyga högre, än vingarna bär (Не надо летать выше, чем могут поднять крылья)
- Man ska inte gråta över spilld mjölk (Нет смысла плакать над пролитым молоком)
- Man ska inte skåda given häst i munnen (Дарёному коню в зубы не смотрят)
- Man skall inte dra allt över en kam (Не ровняйте всех под одну гребёнку)
- Man skall inte döma hunden efter håren (Не оценивайте собаку по меху)
- Man skall inte kasta sten när man sitter i glashus (Не бросайте камни в стеклянном доме)
- Man skall inte kasta ut barnet med badvattnet (Не следует ребёнка вместе с водой выплескивать из ванны)
- Man skall inte köpa grisen i säcken (Не покупайте поросёнка в мешке. Не покупайте кота в мешке)
- Man skall inte såga av den gren man själv sitter på (Не пили сук, на котором сидишь)
- Man skall inte sälja skinnet förrän björnen är skjuten (Не убив медведя, шкуры не продавай)
- Man skall inte spilla krut på döda kråkor (Не надо тратить порох на мёртвых ворон. Метать бисер перед свиньями)
- Man skall tala med bönder på bönders språk och med lärde män på latin (Говорите с крестьянами на языке крестьян, а с учёными на латыни)
- Man tar vad man har (Используете то, что есть. На безрыбье и рак рыба)
- Många bäckar små gör en stor å (Много маленьких ручьёв создают большую реку. С миру по нитке — голому рубаха)
- Människan spår, Gud rår (Человек предполагает, а Бог располагает)
- Morgonstund har guld i mun (Утренний час дарит золотом нас. Кто рано встаёт, тому Бог подаёт)

## N
- När det regnar välling har den fattige ingen sked. (Когда идёт дождь из каши, у бедняка нет ложки)
- När djävulen blir gammal blir han präst (Когда чёрт стареет, он становится священником)
- När kanonerna talar, tiger pratmakarna (Когда пушки говорят, болтуны молчат)
- När katten är borta dansar råttorna på bordet (Когда кота нет дома, мыши танцуют на столе. Кот из дома — мыши в пляс)
- När man talar om trollen står de i farstun (Когда говорят о троллях, они появляются в сенях. Лёгок па помине)
- Nöden är uppfinningarnas moder (Необходимость — мать изобретений. Голь на выдумки хитра)
- Nöden har ingen lag (Нужда закона не знает)
- Nya kvastar sopar bäst (Новая метла по-новому метёт)

## O
- Också väggarna har öron (И стены имеют уши)
- Om en blind leder en blind, så faller de båda i gropen (Если слепой ведёт слепого, оба падают в яму)
- Ont ska med ont fördrivas (Боль устраняется болью. Клин клином вышибают)

## P
- På höga stolar sitter man inte säkert (Опасно сидеть на высоких стульях)
- På rullande sten växer ingen mossa (Катящийся камень мхом не обрастает)
- Pengar växer inte på träd (Деньги не растут на деревьях)
- Peppar, peppar, ta i trä (Постучать по дереву)
- Prisa ej dag förrän sol gått ner (Не хвали день до заката)

## R
- Rom byggdes inte på en dag (Рим строился не за один день. Москва не сразу строилась)
- Ropa inte hej, förrän du är över bäcken (Не кричи хей, пока ты над ручьём. Не говори гоп, пока не перепрыгнешь)

## S
- Små grytor har också öron (У маленьких горшков тоже есть уши)
- Så länge det finns liv finns det hopp (Пока есть жизнь, есть надежда)
- Så säkert som amen i kyrkan (Также надёжно, как аминь в церкви. Как дважды два — четыре)
- Sådan herre, sådan dräng (Каков хозяин, таков и батрак. Каков поп, таков и приход)
- Sådan herre, sådan hund (Каков хозяин, такова и собака. Каков поп, таков и приход)
- Sakta men säkert (Медленно, но верно)
- Sälja skinnet innan björnen är skjuten (Делить шкуру не убитого медведя)
- Sätt inte allt på ett kort (Не ставь всё на одну карту)
- Själv är bästa dräng (Каждый сам себе лучший слуга)
- Skåda inte en given häst i munnen (Дарёному коню в зубы не смотрят)
- Skenet bedrar (Внешность обманчива)
- Skrattar bäst som skrattar sist (Хорошо смеётся тот, кто смеётся последним)
- Slå in öppna dörrar (Ломиться в открытую дверь)
- Slå två flugor i en smäll (Одним ударом убить двух мух. Убить двух зайцев одним выстрелом)
- Små smulor är också bröd (Маленькие крошки тоже хлеб)
- Som de gamla sjunger, så kvittra de unga (Как старые поют, так щебечут молодые)
- Som man bäddar får man ligga (Как постелешь, так и поспишь. Сам заварил кашу, сам и расхлёбывай)
- Som man ropar i skogen, får man svar (Как аукнется, так и откликнется)
- Som man sår, får man skörda (Что посеешь, то и пожнёшь)
- Stor i orden, liten på jorden (Большой на словах, маленький в делах)
- Svepningen har inga fickor (У савана нет карманов)

## T
- Tala är silver, tiga är guld (Слово — серебро, а молчание — золото)
- Tiden läker alla sår (Время лечит все раны)
- Tiga är guld (Молчание — золото)
- Tomma tunnor skramlar mest (Пустые бочки гремят громче)
- Trägen vinner (Упорный выигрывает. Терпение и труд всё перетрут)
- Tre är en för mycket (Третий лишний)

## U
- Ur askan i elden (Из пепла в огонь. Из огня да в полымя)
- Utseendet bedrar (Внешность обманчива)

## V
- Vanan är andra naturen (Привычка — вторая натура)
- Varav hjärtat är fullt, därav talar munnen (У кого что болит, тот о том и говорит)
- Verket prisar mästaren (Дело восхваляет мастера. Дело мастера боится)
- Väck inte den björn som sover (Не будите спящего медведя. Не буди лихо, пока спит тихо)
- Vägen till mannens hjärta går genom magen (Путь к сердцу мужчины лежит через его желудок)

## Ä
- Ärlighet varar längst (Честность длится дольше всего. Кто честно живёт, тот дольше проживёт)
- Även små grytor har öron (Даже у маленьких горшков есть уши)
- Även de bästa kan göra misstag (Даже самые лучшие совершают ошибки)
- Även en blind höna finner ett korn (Даже слепая курица найдет зерно)
- Även mästaren kan fela (Даже мастер может ошибаться. И на старуху бывает проруха)
- Även solen har sina fläckar (И на солнце есть пятна)
- Ändan kröner verket (Конец — делу венец)
- Äpplet faller inte långt från trädet (Яблоко от яблони недалеко падает)

## Ö
- Öga för öga, tand för tand (Око за око, зуб за зуб)
- Övning ger färdighet (Повторение — мать учения)